# Jesper Nelin
Jesper Nelin (* 3. října 1992 Varnamo) je bývalý švédský běžec na lyžích a současný biatlonista, který se od roku 2015 účastní světového poháru. Jako člen štafety zvítězil v  závodě mužských štafet na Zimních olympijských hrách 2018 v Pchjongčchangu i na Mistrovství světa 2024 v Novém Městě na Moravě.
Biatlonu se věnuje od roku 2012. Ve světovém poháru ve své dosavadní kariéře zvítězil ve dvou kolektivních závodech. Jeho nejlepším individuálním umístěním je třetí místo v závodu s hromadným startem z Osla v březnu 2024.

## Výsledky

### Olympijské hry a mistrovství světa
| Sezóna  | D   | Místo                | SP  | SZ  | HZ  | IZ  | ŠT  | SŠT | SZD | Věk    |
| ------- | --- | -------------------- | --- | --- | --- | --- | --- | --- | --- | ------ |
| 2017/18 | ZOH | Pchjongčchang        | 30. | 18. | 9.  | 24. | 1.  | 11. | ×   | 25 let |
| 2018/19 | MS  | Östersund            | 41. | 33. | –   | 28. | 7.  | 5.  | –   | 26 let |
| 2019/20 | MS  | Anterselva           | 19. | 11. | 19. | 42. | 10. | 11. | –   | 27 let |
| 2020/21 | MS  | Pokljuka             | 18. | 29. | 28. | 83. | 2.  | –   | –   | 28 let |
| 2021/22 | ZOH | Peking               | 55. | 31. | –   | 64. | 5.  | –   | ×   | 29 let |
| 2022/23 | MS  | Oberhof              | 45. | 23. | 24. | 22. | 3.  | –   | –   | 30 let |
| 2023/24 | MS  | Nové Město na Moravě | 21. | 41. | –   | 31. | 1.  | –   | –   | 31 let |
| 2024/25 | MS  | Lenzerheide          | 14. | 11. | 10. | 14. | 4.  | –   | –   | 32 let |

Poznámka: Výsledky z olympijských her se do hodnocení světového poháru nezapočítávají, výsledky z mistrovství světa se dříve započítávaly, od mistrovství světa v roce 2023 se nezapočítávají.

## Vítězství v závodech světového poháru, na mistrovství světa a olympijských hrách

### Kolektivní
| Č.                                                         | sezóna    | datum             | místo                            | disciplína |
| ---------------------------------------------------------- | --------- | ----------------- | -------------------------------- | ---------- |
| 1.                                                         | 2017/2018 | 7. ledna 2018     | Oberhof, Německo                 | štafeta    |
| OH                                                         | 2017/2018 | 23. února 2018    | Pchjongčchang, Jižní Korea (ZOH) | štafeta    |
| 2.                                                         | 2020/2021 | 13. prosince 2020 | Hochfilzen, Rakousko             | štafeta    |
| MS                                                         | 2023/2024 | 17. února 2024    | Nové Město na Moravě, Česko (MS) | štafeta    |
| – závod na olympijských hrách – závod na mistrovství světa |           |                   |                                  |            |